# Lois Mailou Jones
Loïs Mailou Jones (3 de noviembre de 1905-9 de junio de 1998) fue una influyente artista y maestra con una carrera profesional de más de siete décadas. Jones fue una de las figuras más notables del arte, precisamente por conseguir notoriedad en el mundo del arte mientras vivía como una expatriada en París durante los años 1930 y 1940. Su carrera comenzó en el diseño textil antes de decidirse por las bellas artes. Jones se inspiró en África y el Caribe y sus experiencias vitales cuando pintaba. Como resultado, sus temas se convirtieron en algunas de las primeras obras de un artista afroamericano que se extendieron más allá del ámbito del retrato. Jones estuvo influenciada por el movimiento renacentista de Harlem y sus innumerables viajes internacionales.

## Trayectoria

### Primeros años y educación (1905–1828)
Loïs Mailou Jones nació en Boston, Massachusetts, hija de Thomas Vreeland y Carolyn Jones. Su padre era un superintendente de edificios que más tarde sería abogado después de convertirse en el primer afroamericano en obtener un título en derecho en la Suffolk Law School. Su madre trabajó en temas relacionados con la cosmética. Durante su infancia, los padres de Jones la animaron a dibujar y pintar con acuarelas. Sus padres compraron una casa en Martha's Vineyard, donde Jones conoció a quienes influyeron en su vida y arte, como el escultor Meta Vaux Warrick Fuller, el compositor Harry T. Burleigh y la novelista Dorothy West.
De 1919 a 1923, Jones asistió a la Escuela Superior de Artes Prácticas en Boston. Durante estos años, tomó clases nocturnas en el Museo de Bellas Artes de Boston a través de una beca. Además, en este periodo fue aprendiz en diseño de vestuario con Grace Ripley. Llevó a cabo su primera exposición individual a la edad de diecisiete años en Martha's Vineyard. Jones comenzó a experimentar con influencias de máscaras africanas durante su tiempo libre en el estudio de Ripley. De su investigación de máscaras africanas, Jones llegó a crear diseños de vestuario para Denishawn.
De 1923 a 1927, Jones asistió a la Escuela del Museo de Bellas Artes en Boston para estudiar diseño, donde ganó la Beca de Diseño Susan Minot Lane. Realizó cursos nocturnos en la Escuela Normal de Arte de Boston mientras trabajaba para obtener su título. Después de graduarse de la Escuela del Museo de Bellas Artes, recibió su título de postgrado en diseño de la Escuela de Arte de Diseño de Boston en 1928. Luego, comenzó a trabajar en F. A. Foster Company en Boston y en Schumacher Company en la ciudad de Nueva York. Durante el verano de 1928, asistió a la Universidad de Harvard, donde decidió centrarse en la pintura en lugar del diseño.
Jones continuó tomando clases a lo largo de su vida. En 1934, tomó clases en diferentes máscaras culturales en la Universidad de Columbia. En 1945, se licenció con honores en educación artística de la Universidad de Howard.
Sin embargo, los inicios de la carrera de Jones se datan en la década de 1930 y continuó produciendo obras de arte hasta su muerte en 1998, a la edad de 92 años. Su estilo cambió y evolucionó varias veces en respuesta a las influencias en su vida, especialmente derivado de sus viajes. Trabajó con diferentes medios, técnicas e influencias. Sus viajes por Europa, África y el Caribe influyeron y cambiaron su manera de pintar. Afirmaba que realmente su mayor contribución al mundo del arte fue aportar  "una prueba del talento de los artistas negros". Deseaba ser conocida como una pintora estadounidense sin etiquetas. Su trabajo hace eco de su orgullo por sus raíces africanas y ascendencia estadounidense.

### Inicio de carrera (1905–1928)
La carrera docente de Jones comenzó poco después de terminar la universidad. El director de la Escuela del Museo de Boston se negó a contratarla, diciéndole que buscara un trabajo en el Sur donde vivía "su gente". En 1928, Charlotte Hawkins Brown la contrató después de dudarlo en un principio, y posteriormente fundó el departamento de arte en Palmer Memorial Institute en Carolina del Norte. Como maestra de escuela preparatoria, Lois entrenó a un equipo de baloncesto, enseñó danzas folclóricas y tocó el piano para los servicios de la iglesia. En 1930, fue reclutada por James Vernon Herring para unirse al departamento de arte en la Universidad Howard en Washington, Jones permaneció como profesora de diseño y pintura de acuarela hasta su retiro en 1977. Al desarrollar su propio trabajo como artista, se convirtió en una mentora sobresaliente y en una gran defensora del arte y artistas afroamericanos.
A principios de la década de 1930, Jones comenzó a buscar reconocimiento por sus diseños y obras de arte. Empezó a exhibir sus trabajos con la Fundación William E. Harmon, con un primer trabajo al carboncillo sobre un estudiante en el Palmer Memorial Institute, Negro Youth (1929). En este período, se alejó de los diseños y comenzó a experimentar con el retrato.
Jones se desarrolló como artista a través de visitas y veranos pasados en Harlem durante el inicio del Harlem Renaissance o New Negro Movement. Aaron Douglas, un artista del Renacimiento de Harlem, influyó en su pieza de arte seminal The Ascent of Ethiopia. Los elementos de diseño africano se pueden ver en las pinturas de Douglas y Jones. Jones estudió objetos reales y elementos de diseño de África.
En sus obras Negro Youth y Ascent of Ethiopia, la influencia de las máscaras africanas se ve en los perfiles de las caras. Las estructuras cinceladas y las representaciones de sombreado imitan las máscaras tridimensionales que Jones estudió. Jones utilizaría este estilo a lo largo de su carrera.
Durante este período, ocasionalmente colaboró con la poetisa Gertrude P. McBrown; por ejemplo, el poema de McBrown, "Fire-Flies", aparece con una ilustración de Jones en la edición de abril de 1929 del Saturday Evening Quill.

## Legado
El trabajo de Lois Mailou Jones se encuentra en museos de todo el mundo. Sus pinturas adornan las colecciones permanentes del Museo Metropolitano de Arte, el Museo de Arte Americano Smithsonian, el Museo Hirshhorn y Jardín de Esculturas, la Galería Nacional de Retratos, el Museo de Bellas Artes de Boston, el Palacio Nacional de Haití o el Museo Nacional de Artistas Afroamericanos,
.
Después de su muerte, su amiga y consejera, la Dra. Chris Chapman, publicó un libro sobre su vida y los pioneros en el arte afroamericanos con quienes había trabajado y con los que había tenido amistad, incluidos el Dr. Carter G. Woodson, Alain Locke, Dorothy West y Josephine Baker y Matthew Henson. Titulado Lois Mailou Jones: A life in color.
La Fundación Lois Mailou Jones Pierre-Noel creó una beca a su nombre en el Museo de Bellas Artes de Boston y un fondo de becas para el Departamento de Bellas Artes de la Universidad de Howard.
En 2006, se inauguró la exposición Lois Mailou Jones: The Early Works: Paintings and Patterns 1927–1937 en la Escuela del Museo de Bellas Artes de Boston. La exposición mostró 30 diseños y pinturas desde el comienzo de su carrera.
Desde el 14 de noviembre de 2009 hasta el 29 de febrero de 2010, se llevó a cabo una exposición retrospectiva de su obra titulada  Lois Mailou Jones: A life in vibrant color en el Mint Museum of Art en Charlotte, Carolina del Norte. La exposición itinerante incluyó 70 pinturas que muestran sus diversos estilos y experiencias: América, Francia, Haití y África.

## Premios
- Premio Robert Woods Bliss de Paisaje por Indian Shops Gay Head, Massachusetts (1941)

- Premio Atlanta University de Acuarela Old House Near Frederick, Virginia (1942)

- Women of 1946 Award de la National Council of Negro Women (1946)

- Premio John Hope Prize de Paisaje por Ville d'Houdain, Pas-de-Calais y premio del Corcoran Gallery of Art por Petite Ville en hautes-Pyrenées (1949)

- Atlanta University award por Impasse de l'Oratorie, Grasse, France (1952)

- Premio de pintura al óleo del Corcoran Gallery of Art Coin de la Place Maubert, Paris (1953)

- Chevalier of the National Order of Honor and Merit por el Gobierno de Haití. (1954)

- Premio por diseño de publicación Voici Hätii (1958)

- Atlanta University award por Voodoo Worshippers, Haiti and America's National Museum of Art award for Fishing Smacks, Menemsha, Massachusetts (1960)

- Miembro electo de la Royal Society of Arts en Londres. Recibe el Premio Franz Bader por Pintura al Óleo de la National Museum of Art for Peasants on Parade (1962)

- Doctor honoris causa en Filosofía por la Colorado State Christian College (1973)

- Premio Howard University Fine Arts Faculty por Excelencia en la enseñanza (1975)

- Honrada por el presidente Jimmy Carter en la Casa Blanca por los logros sobresalientes en las artes (1980).

- Doctor honoris causa en Humanidades por la Suffolk University de Boston (1981)

- Candace Award, Arte y letras, National Coalition of 100 Black Women (1982)[17]

- Third Annual Art Awards, Washington D. C. (1983)

- Lois Jones Day, Washington D. C. (29 de julio de 1984)

- Outstanding Achievement Award in the Visual Arts, Women's Caucus of Art, Cooper Union, New York, NY (1986)

- Doctor honoris causa en Bellas Artes por la Massachusetts College of Art, Boston (1986)

- Doctor Honorario de Humanidades por la Howard University (1987)

- Doctor Honorario de Humanidades por la The Atlanta College of Art (1989)

- Doctor honoris causa en Bellas Artes por la Corcoran School of Art (1996)

## Colecciones seleccionadas
- Men Working, not dated, Smithsonian American Art Museum, Washington D. C.[18]
- Negro Youth, 1929, Smithsonian American Art Museum, Washington D. C.[19]
- Brother Brown, 1931, Smithsonian American Art Museum, Washington D. C.[20]
- Les Fétiches, 1938, Smithsonian American Art Museum, Washington D. C.
- Place du Tertre, 1938, The Phillips Collection, Washington D. C.[21]
- Dans un Café à Paris (Leigh Whipper), 1939, Brooklyn Museum, Brooklyn, NY[22]
- Seated Man in Yellow Overalls, 1939, Smithsonian American art Museum, Washington D. C.[23]
- Cauliflower and Pumpkin, 1938, The Metropolitan Museum of Art, New York, NY[24]
- Self-Portrait, 1940, Smithsonian American Art Museum, Washington D. C.[25]
- Les Clochards, Montmartre, Paris, 1947, Smithsonian American Art Museum, Washington D. C.[26]
- Coin de la Rue Medard, 1947, The Phillips Collection, Washington D. C.[27]
- Jardin du Luxembourg, ca. 1948, Smithsonian American Art Museum, Washington D. C.[28]
- Arreau, Hautes-Pyrénées, 1949, National Museum of Women in the Arts, Washington D. C.[29]
- Jeune Fille Française, 1951, Smithsonian American Art Museum, Washington D. C.[30]
- Eglise Saint Joseph, 1954, Smithsonian American Art Museum, Washington D. C.[31]
- Shapes and Colors, 1958, Smithsonian American Art Museum, Washington D. C.[32]
- Challenge—America, 1964, Hirshhorn Museum and Sculpture Garden, Washington D. C.[33]
- Moon Masque, 1971, Smithsonian American Art Museum, Washington D. C.
- Ode to Kinshasa, 1972, National Museum of Women in the Arts, Washington D. C.[34]
- Ubi Girl from Tai Region, 1972, Museum of Fine Arts, Boston, Boston, MA[35]
- La Baker, 1977, Museum of Fine Arts, Boston, Boston, MA[36]
- The Green Door, 1981, National Gallery of Art, Washington D. C.[37]
- Suriname, 1982, Smithsonian American Art Museum, Washington D. C.[38]
- Glyphs, 1985, Museum of Fine Arts, Boston, Boston, MA[39]
- Untitled (Portrait of Léopold Sédar Senghor), 1996, Minneapolis Institute of Art, Minneapolis, MN[40]